# Hermann Scherchen
Hermann Scherchen (Berlim, 21 de junho de 1891 - Florença, 12 de junho de 1966) foi um maestro alemão.

## Vida
Scherchen nasceu em Berlim. Originalmente um violista, ele tocou entre as violas da Orquestra Bluthner de Berlim ainda na adolescência. Dirigiu em Riga de 1914 a 1916 e em Königsberg de 1928 a 1933, após o que deixou a Alemanha em protesto ao novo regime nazista e trabalhou na Suíça. Junto com o filantropo Werner Reinhart, Scherchen desempenhou um papel importante na formação da vida musical de Winterthurpor muitos anos, com inúmeras performances de estreia, com ênfase na música contemporânea. De 1922 a 1950, ele foi o regente principal da orquestra da cidade de Winterthur (hoje conhecida como Orchester Musikkollegium Winterthur).
Fazendo sua estréia com Pierrot Lunaire de Arnold Schoenberg, ele era um campeão de compositores do século XX, como Richard Strauss, Anton Webern, Alban Berg e Edgard Varèse, e promoveu activamente o trabalho de compositores contemporâneos mais jovens, incluindo Iannis Xenakis, Luigi Nono e Leon Schidlowsky. 
Foi professor de Karel Ančerl, Egisto Macchi, Marc Bélanger, Françoys Bernier, Frieda Belinfante e Karl Amadeus Hartmann, e contribuiu para o libreto da ópera Simplicius Simplicissimus de Hartmann. Ele também estreou os primeiros trabalhos de Hartmann, Miserae. O maestro Francis Travis foi aluno, na época assistente de regência, por cinco anos.
Ele é provavelmente mais conhecido por seu arranjo orquestral (e gravação) de A Arte da Fuga de Bach. Seu 1953 "Lehrbuch des Dirigierens" (Tratado sobre a condução, ISBN 3-7957-2780-4) é um livro-texto padrão. Seu repertório gravado foi extremamente amplo, indo de Vivaldi a Reinhold Glière.
Como Vasily Safonov e (mais tarde na vida) Leopold Stokowski, Scherchen geralmente evitava o uso de um bastão. Sua técnica quando neste modo às vezes causava problemas para os jogadores; um fagote não identificado da Orquestra Sinfônica da BBC disse ao cantor Ian Wallace que interpretar os movimentos minúsculos das mãos de Scherchen era como tentar ordenhar um mosquito voador. De acordo com Fritz Spiegl, Scherchen trabalhou amplamente por meio de instruções verbais para seus jogadores e suas pontuações foram salpicadas com lembretes do que ele precisava dizer em cada ponto crítico da música.
No entanto, Scherchen nem sempre dispensou o bastão. O filme do ensaio da edição de The Art of Fugue de Bach com a Orquestra de Câmara da CBC Toronto mostra-o usando uma batuta durante todo o tempo, e de forma muito eficaz.